# Friedrich Hesse (Landrat)
Christian Salomon Friedrich Hesse (* 14. Januar 1796 in Halle (Saale); † 25. Januar 1868 in Bitburg) war ein preußischer Verwaltungsbeamter und Landrat der Landkreise Bitburg und Saarbrücken.

## Herkunft und Leben
Friedrich Hesse war ein Sohn des Kreisamtssekretärs Johann Carl Hesse und dessen Ehefrau Maria Elisabeth, geb. Reichhold. Nach dem Besuch einer Lateinschule in Halle, begann er ebenfalls in Halle ein Studium der Rechtswissenschaften, das er jedoch nicht abschloss. Ab 1813 diente er als Kriegsfreiwilliger, bis er sich am 1. Oktober 1817 für ein Jahr zum Vorbereitungsdienst an der Regierung Trier beurlauben ließ, um sich dort für eine zivile Dienststelle qualifizieren zu können. Von März bis Juni 1818 war er kommissarischer Kreissekretär in Merzig und ab 1. Dezember 1818 Sekretariatsgehilfe, bis er am 1. Juli 1819 Sekretär bei der Regierung Trier wurde. Am 11. April 1831 erhielt er seine Bestallung zum kommissarischen Landrat des Kreises Bitburg, dem am 1. Mai die Amtsübernahme und am 15. Mai 1831 die Diensteinführung folgte. Per Reskript wurde er am 17. Dezember 1836 zum kommissarischen Landrat des Kreises Saarbrücken ernannt, dem am 1. Januar 1839 die Aufnahme der Dienstgeschäfte und am 1. Juli 1837 die definitive Ernennung zum Landrat folgte. Als die preußische  Regierung ihn nicht mehr als politisch zuverlässig ansah, erfolgte Hesses Pensionierung am 28. Oktober 1849 mittels Allerhöchster Kabinettsorder (A.K.O.) aufgrund des § 94 der Verordnung, welche Dienstvergehen von nichtrichterlichen Beamten anbetrifft.

## Politik
Seit seiner Zeit als Mitglied des Lützowschen Freikorps von 1813/14, war Hesse Anhänger der Turnbewegung, für deren politische Ideale er sich in Trier als Mitglied der ersten Turngemeinde von 1818 bis 1820, ebenso wie in Saarbrücken engagierte, wo er 1848/49 Ehrenmitglied im demokratischen Turnverein  wurde. Für die gemäßigten Demokraten war Hesse 1848 Mitglied der preußischen Nationalversammlung und 1849 für den Wahlkreis Daun-Prüm-Bitburg Mitglied des Preußischen Abgeordnetenhauses.

## Familie
Hesse heiratete am 18. Oktober 1822 in Prüm Anna Clara Stempel (* 15. März 1879 in Prüm; † 22. August 1856 in Trier). Sie war eine Tochter des Kreisarztes Josef Stempel und dessen Ehefrau Catharina Stempel geb. Moritz.